# Pran Buri (huyện)
Pran Buri (tiếng Thái: ปราณบุรี) là một huyện (amphoe) ở phía bắc của tỉnh Prachuap Khiri Khan, miền trung Thái Lan.

## Lịch sử
Mueang Pran đã là một thành phố trong nhóm các thành phố phía nam của vương quốc Ayutthaya. Năm 1906, vua Chulalongkorn (Rama V) đã ra lệnh sáp nhập Mueang Pran, Mueang Kamnoed Nopphakhun và Mueang Prachuap vào Mueang Pran Buri mới và đặt tòa thị chính ở tambon Ko Lak, nay ở huyện Mueang Prachuap Khiri Khan.  Năm 1915, vua Vajiravudh (Rama VI) đã đổi tên tỉnh từ Pran Buri thành Prachuap Khiri Khan, do trung tâm nằm ở cùng vị trí của Mueang Prachuap cũ.

## Địa lý
Các khu vực giáp ranh là: Hua Hin về phía bắc và Sam Roi Yot về phía nam.  Về phía tây là vùng Tanintharyi của Myanmar, về phía đông là vịnh Thái Lan.
Sông Pran Buri chảy qua huyện này. Cửa sông có rừng ngập mặn được bảo vệ trong Lâm viên Pran Buri. Các bãi biển ở đây là địa điểm du lịch, có thưa khách hơn các bãi biển tại Hua Hin.

## Hành chính
Huyện này được chia ra thành 6 phó huyện (tambon), các đơn vị này lại được chia thành 44 làng (muban).  Có hai thị trấn (thesaban tambon) - Pran Buri nằm trên một phần của tambon Pran Buri, Khao Noi và Nong Ta Taem, và Pak Nam Pran nằm trên một phần của tambon cùng tên.
| STT. | Tên          | Thai      | Số làng | Dân số |
| ---- | ------------ | --------- | ------- | ------ |
| 1.   | Pran Buri    | ปราณบุรี    | 7       | 6.589  |
| 2.   | Khao Noi     | เขาน้อย    | 8       | 29,798 |
| 4.   | Pak Nam Pran | ปากน้ำปราณ | 5       | 13.371 |
| 7.   | Nong Ta Taem | หนองตาแต้ม | 11      | 11.661 |
| 8.   | Wang Phong   | วังก์พง     | 7       | 10.011 |
| 9.   | Khao Chao    | เขาจ้าว    | 6       | 2.204  |

Các con số bị gián đoạn không có trong bảng là các tambon nay tạo thành huyện Sam Roi Yot.